# 30 Years of Fun
30 Years of Fun é um filme dos Estados Unidos dirigido por Robert Youngson.

## Resumo
Sem se repetir depois das suas compilações cinematográficas anteriores, o cineasta Youngson traz de novo momentos divertidos de farsas caladas.
Neste filme há uma cena fora de série da primeira representação de Laurel e Hardy diante da câmara em 1917.

## Elenco
- Charlie Chaplin
- Buster Keaton
- Stan Laurel
- Olivier Hardy
- Harry Langdon
- Sydney Chaplin
- Charley Chase